# Slavkov pod Hostýnem
Slavkov pod Hostýnem je obec v okrese Kroměříž ve Zlínském kraji. Žije zde 661 obyvatel.

## Historie
První písemná zmínka o obci pochází z roku 1349.

## Obyvatelstvo

### Struktura
Vývoj počtu obyvatel za celou obec i za jeho jednotlivé části uvádí tabulka níže, ve které se zobrazuje i příslušnost jednotlivých částí k obci či následné odtržení.
| Místní části   | Místní části              | 1869 | 1880 | 1890 | 1900 | 1910 | 1921 | 1930 | 1950 | 1961 | 1970 | 1980 | 1991 | 2001 | 2011 | 2021 |
| -------------- | ------------------------- | ---- | ---- | ---- | ---- | ---- | ---- | ---- | ---- | ---- | ---- | ---- | ---- | ---- | ---- | ---- |
| Počet obyvatel | část Slavkov pod Hostýnem | 321  | 367  | 392  | 446  | 475  | 454  | 518  | 483  | 539  | 565  | 545  | 526  | 550  | 582  | 626  |
| Počet domů     | část Slavkov pod Hostýnem | 43   | 49   | 55   | 60   | 66   | 73   | 86   | 119  | 118  | 127  | 137  | 169  | 176  | 195  | 213  |

## Obecní správa

### Obecní symboly
Znak a vlajka byly obci uděleny rozhodnutím předsedy Poslanecké sněmovny Parlamentu České republiky dne 9. prosince 1996.

## Pamětihodnosti
- Kaple Panská stráň z roku 1871 chráněná jako nemovitá Kulturní památka České republiky pod číslem 13144/7-6147.[7]
- Přírodní památka Stráň evidovaná v seznamu chráněných území v okrese Kroměříž pod číslem 1568.
- Kaple Panny Marie Lourdské
- Zvonice

## Galerie

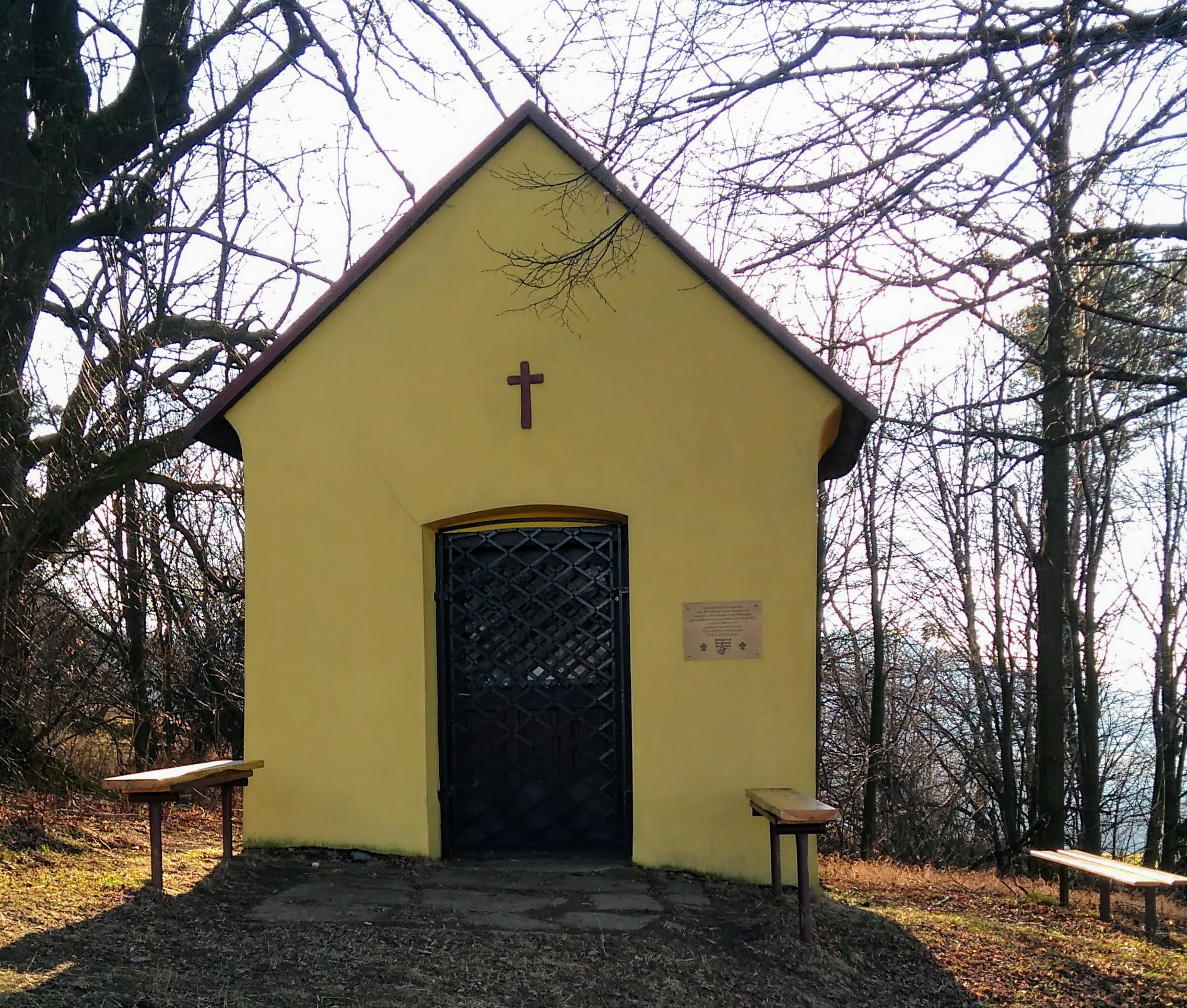
Kaple Panská stráň
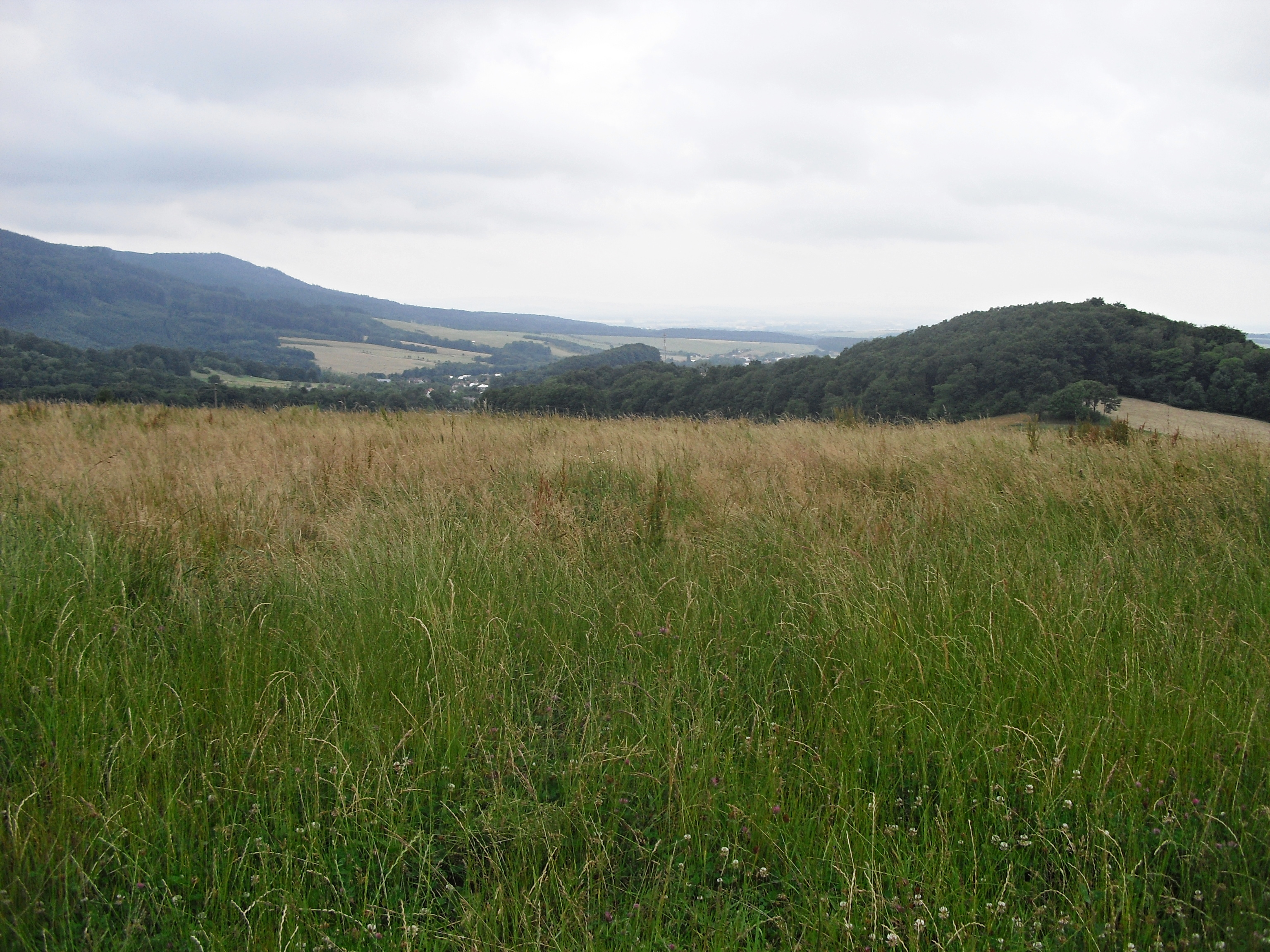
Přírodní památka Stráň
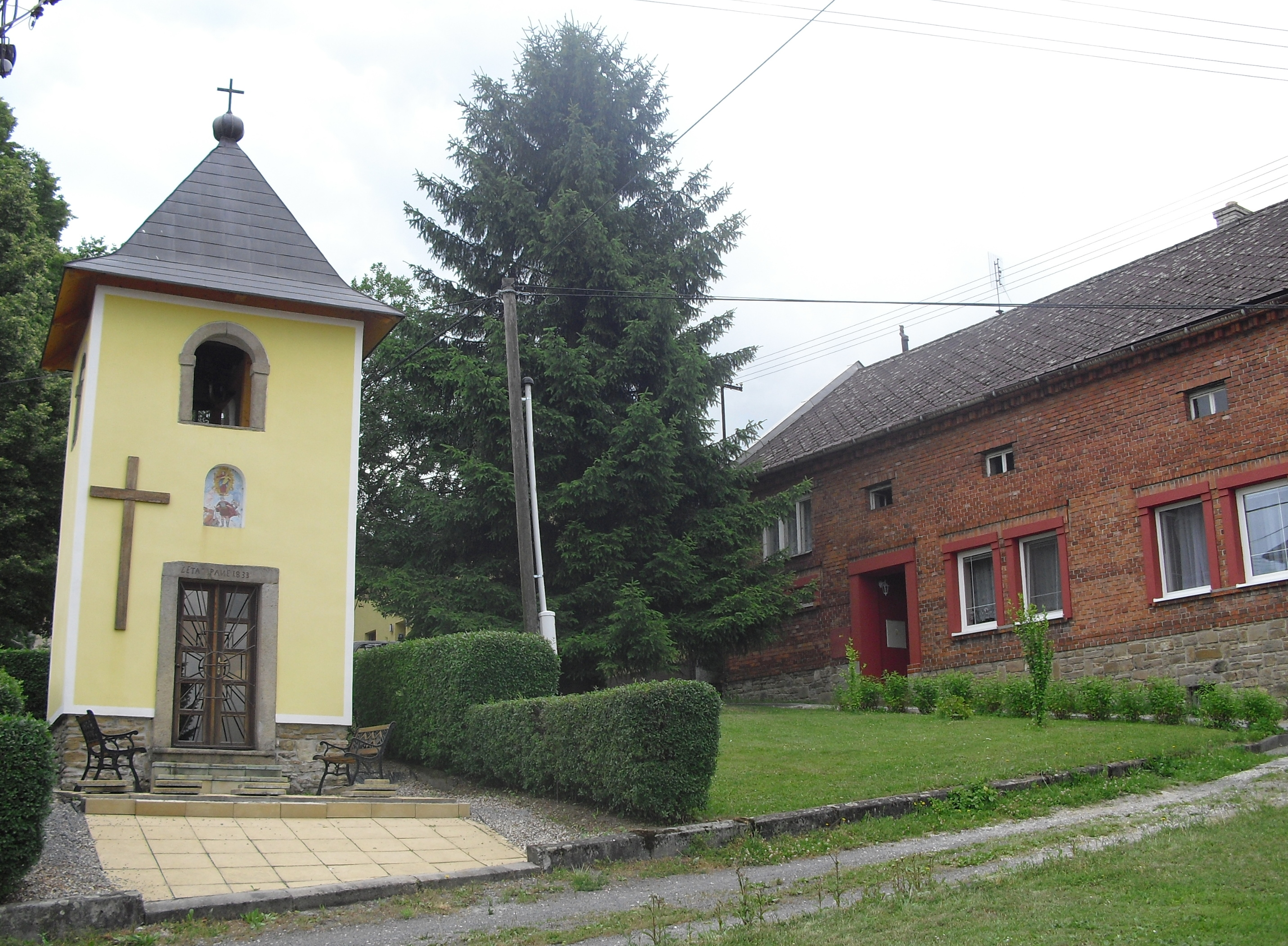
Kaple Panny Marie Lourdské
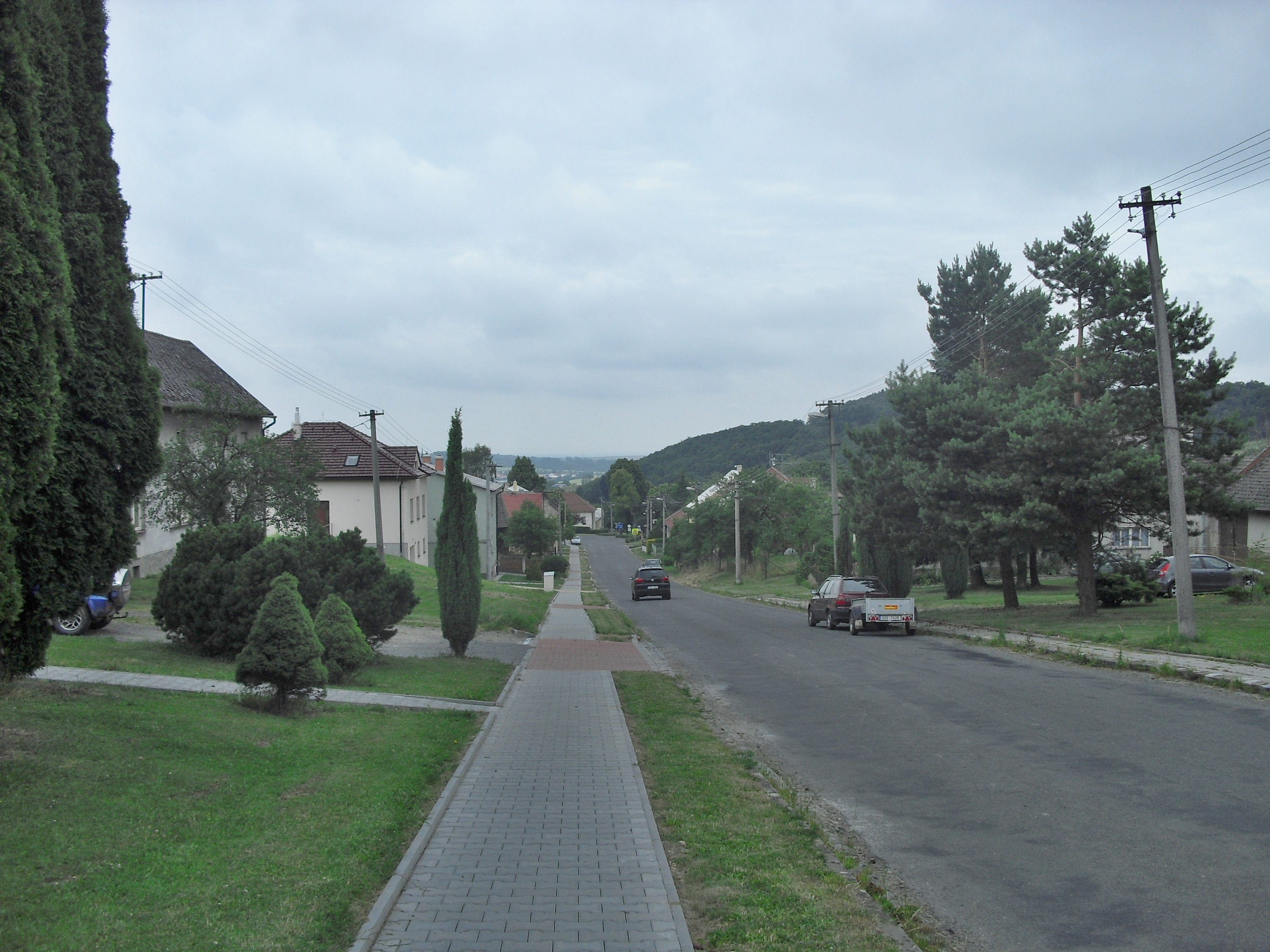
Hlavní ulice, směr Holešov
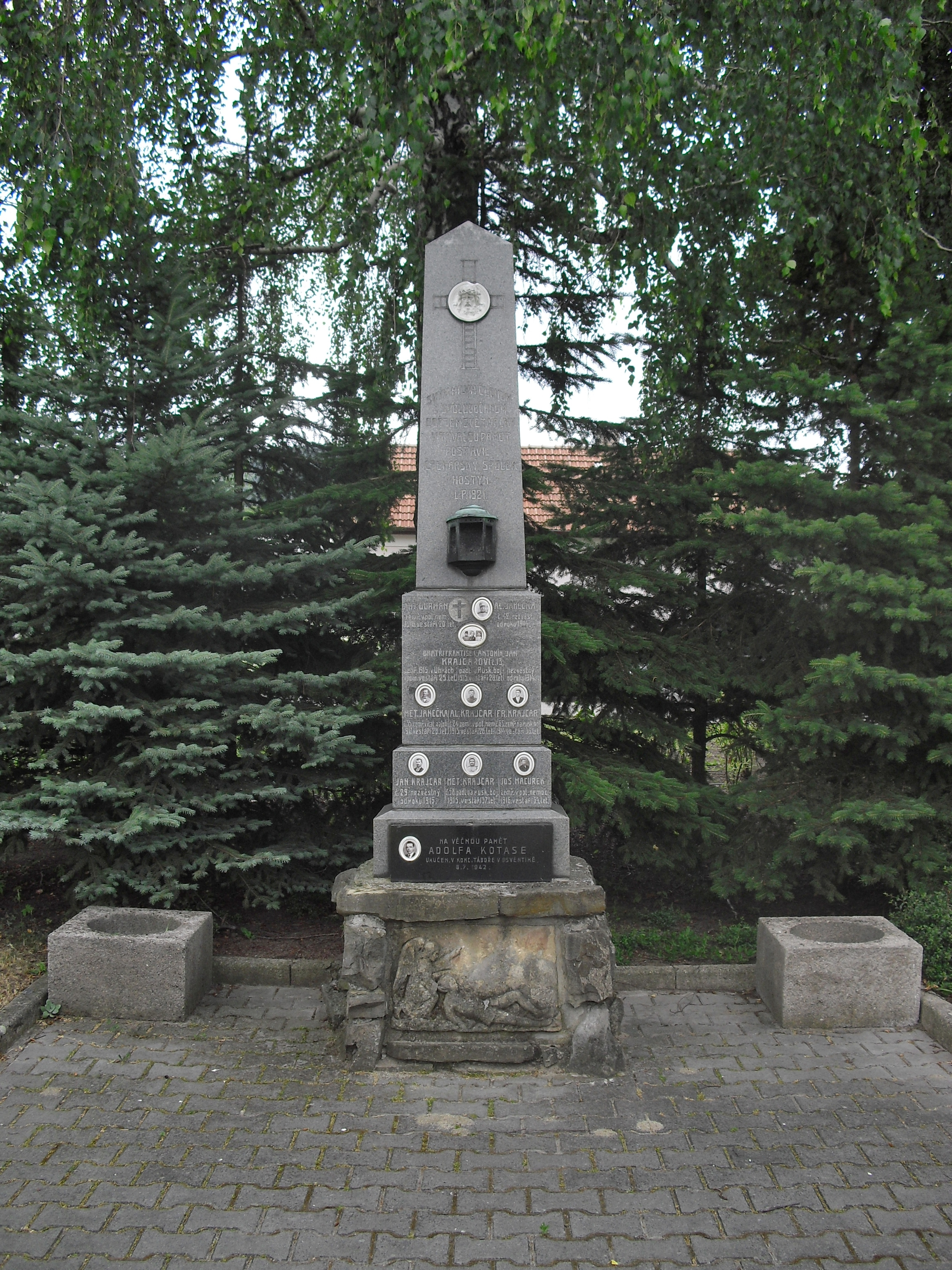
Pomník obětem I. sv. války
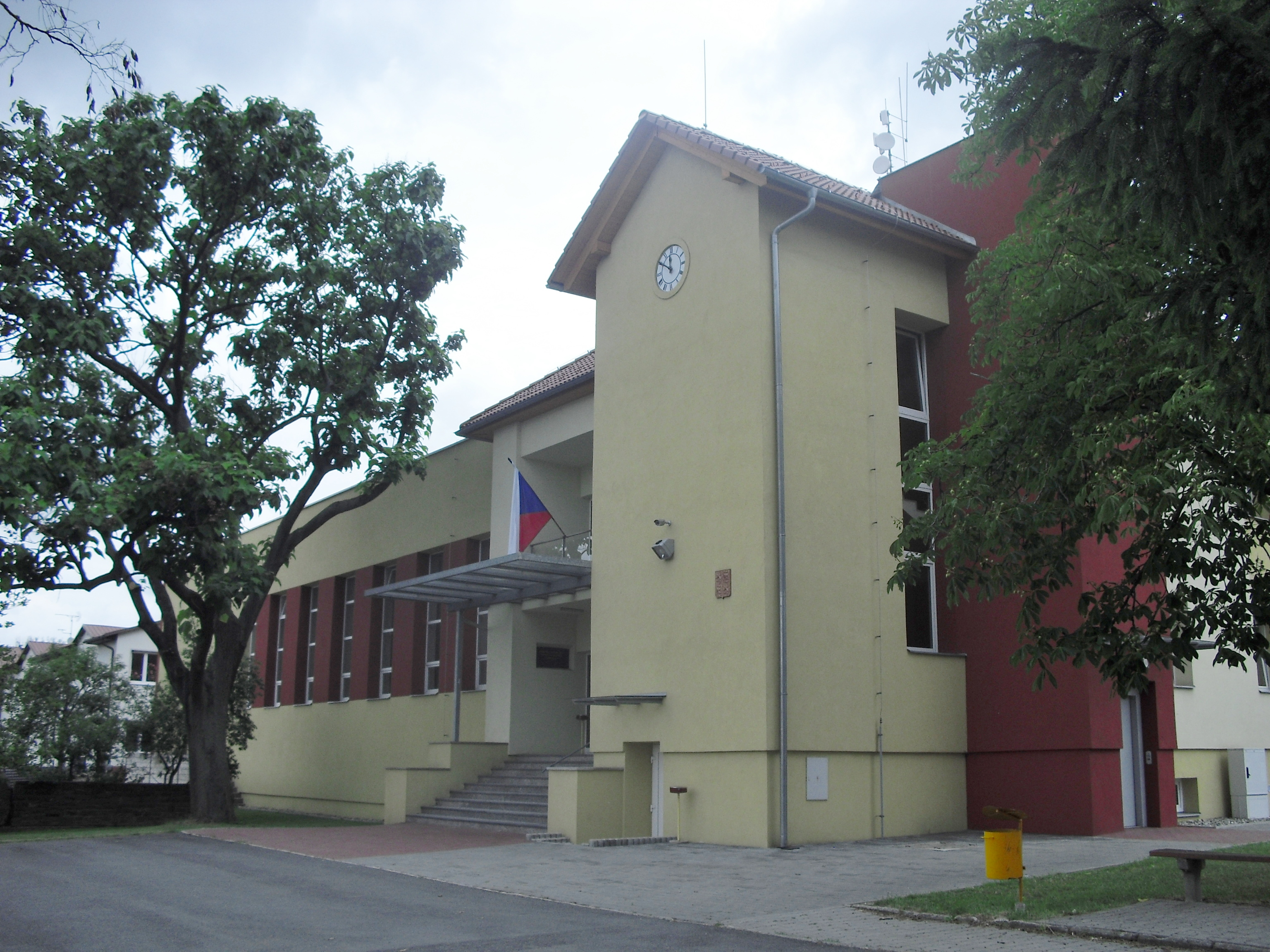
Obecní úřad

## Společenský život
Samospráva obce od roku 2017 vyvěšuje 5. července moravskou vlajku. 

## Sportovní možnosti
V roce 1959 byla založena TJ Sokol Slavkov pod Hostýnem, v téže roce bylo rozhodnuto o výstavbě fotbalového hřiště. Od roku 1960 se slavkovští fotbalisté účastní okresní soutěže v kategorii mužů a žáků (největšího úspěchu dosáhli v roce 2006, kdy kategorie mužů dosáhla postupu do krajského přeboru I.B. třídy). V roce 1961 bylo vystavěno zázemí pro sport. V 80. letech se přidávají oddíly juda, stolního tenisu a badmintonu, které využívají nově zbudovaný kulturní dům. V roce 1990 se mění název spolku na TJ Slavkov pod Hostýnem. Přidávají se další oddíly cvičení žen, tenisu, turistiky a lyžařů.  V roce 2016 se vybudovalo víceúčelové hřiště. TJ Slavkov pod Hostýnem přispívá velkou měrou k rozvoji tělovýchovy a sportu v obci.
Od roku 2016 se v obci každoročně pořádá Slavkovský poutní běh na svatý Hostýn.